# استرلینگ بنکورپ
استرلینگ بنکورپ (انگلیسی: Sterling Bancorp) شرکت خدمات مالی و بانکداری آمریکایی است، که در سال ۱۸۸۸ تأسیس شد.